# Marionia blainvillea
Marionia blainvillea is een slakkensoort uit de familie van de Tritoniidae. De wetenschappelijke naam van de soort is voor het eerst geldig gepubliceerd in 1818 door Risso.